# Acantholybas brunneus
Acantholybas brunneus är en insektsart som först beskrevs av Gustav Breddin 1900.  Acantholybas brunneus ingår i släktet Acantholybas och familjen bredkantskinnbaggar. Inga underarter finns listade i Catalogue of Life.